# Eid al-Ghadeer
Eid al-Ghadeer je šíitský náboženský svátek oslavující údajné jmenování Alího nástupcem proroka Mohameda, které se mělo odehrát u jezera na cestě mezi Mekkou a Medínou. Je spjat s šíitskými lidovými zvyky.